# Windamere Dam
Windamere Dam är en dammbyggnad i Australien. Den ligger i regionen Mid-Western Regional och delstaten New South Wales, i den sydöstra delen av landet, omkring 180 kilometer nordväst om delstatshuvudstaden Sydney. Windamere Dam ligger 526 meter över havet. Den ligger vid sjön Lake Windamere.
Trakten runt Windamere Dam är nära nog obefolkad, med mindre än två invånare per kvadratkilometer.. Närmaste större samhälle är Lue, nära Windamere Dam. 
I omgivningarna runt Windamere Dam växer huvudsakligen savannskog. Genomsnittlig årsnederbörd är 857 millimeter. Den regnigaste månaden är februari, med i genomsnitt 164 mm nederbörd, och den torraste är oktober, med 24 mm nederbörd.